# 二酸化炭素センサ
二酸化炭素センサまたは二酸化炭素センサーとは、二酸化炭素を検出、計測する目的に供されるセンサ。

## 概要
炭酸飲料、呼気、燃焼器具、自動車の排ガスなどに含まれる二酸化炭素は無色無臭のため、感知できないが、濃度が高まると悪影響がある。そのため、低濃度でも検出可能な素子の開発が望まれてきた。

## 原理
二酸化炭素は特定の波長の赤外線を吸収したり、電気化学反応するのでそれらの特性を利用して濃度を検出する。光学式、電気化学式や半導体式等、複数の形式があり、それぞれ精度、感度、コストにおいて一長一短がある。

### 光学式
非分散型赤外線 (NDIR: non dispersive infrared)検出方式のように赤外線の吸収特性を利用して検出する。
ほこり等の汚れに弱いため、工場の排煙等のCO2排出源付近の監視には不向きとされる。

### 電気化学式
電気化学反応を利用して検出する。高温作動型と室温作動型があり、高温作動型は常時高温(400～500℃)に維持しなければならず、消費電力の問題があり、室温作動型では30%未満の低湿度での作動が課題となる。電気化学式センサは、応答が遅く、電源を投入してからセンサが機能するまで数分もかかることがある。

### 半導体式
酸化スズのような半導体を使用して二酸化炭素を検出する。

## 用途
- 医療機器
- 排気ガスの分析
- 農業
- 空調